# Spodnja Sorica
Spodnja Sorica je naselje u slovenskoj Općini Železniku. Spodnja Sorica se nalazi u pokrajini Gorenjskoj i statističkoj regiji Gorenjskoj. 

## Stanovništvo
Prema popisu stanovništva iz 2002. godine naselje je imalo 102 stanovnika.